# 皇家愛爾蘭團
皇家愛爾蘭軍團（Royal Irish Regiment）是英國陸軍的一个步兵軍團 。该团成立于1992年，由爱尔兰皇家别动队和阿尔斯特防卫团合并而成。2008年，皇家愛爾蘭軍團的总部搬遷至北爱尔兰唐郡皇宫兵营。